# Hans Van Themsche
 (novembre 2014).
Si vous disposez d'ouvrages ou d'articles de référence ou si vous connaissez des sites web de qualité traitant du thème abordé ici, merci de compléter l'article en donnant les références utiles à sa vérifiabilité et en les liant à la section « Notes et références ».
Hans Van Themsche est un meurtrier et militant d’extrême droite belge, né le 8 février 1988 à Wilrijk. Il a été reconnu coupable de meurtre à caractère raciste sur deux personnes et d'avoir blessé grièvement une troisième dans une rue d'Anvers en mai 2006 et condamné à la prison à vie par la cour d'assises d'Anvers le 10 octobre 2007.

## Biographie
Hans Van Themsche est issu d'une famille « flamingante », c'est-à-dire nationaliste. Son grand père paternel a combattu avec son frère sur le front de l'Est contre l’Union soviétique, au sein de l'armée allemande et sous l'uniforme des Waffen SS, alors que la Belgique vivait sous occupation nazie. Son père est un menuisier et un des membres fondateurs du parti d’extrême droite flamand le Vlaams Belang et sa mère une femme de ménage. Il est aussi le neveu de Frieda Van Themsche ex député du Vlaams Belang et conseillère communale à Harelbeke.
Il a suivi des études à l'Institut libre des techniques agricoles et biologiques d'Anvers, une ville où le parti d'extrême droite flamand Vlaams Belang représente près du tiers de l'électorat. L'étudiant fréquente en même temps les groupuscules skinheads et il prône un discours xénophobe et raciste envers les étrangers. Devenu ensuite militant au sein du parti du Vlaams Belang.
Exclu de l’internat de l'Institut pour le non-respect du règlement de l'interdiction de fumer dans les chambres. Dans sa lettre d'explications aux accents suicidaires, laissée dans sa chambre d'internat à l'Institut, l'étudiant remercie ses parents pour « tout ce qu'ils ont fait pour lui », précisant que ses jeunes frères se sentiront « mieux sans lui. »
Son projet est de tuer le plus d'étrangers possible avant de se faire lui-même abattre par la police.

## Tuerie
Pour perpétrer ces meurtres, il s'était rasé les tempes, portait un long manteau noir et arborait divers signes d'appartenance à l'extrême droite, dont des croix celtiques et l'autocollant d'un groupe ultra nationaliste flamand.
Au matin du 11 mai 2006, il s'est procuré, en toute légalité, un fusil de chasse chez un armurier d'Anvers, puis, il s'est promené dans les ruelles du cœur de la ville portuaire. Sa première balle a été pour Mme Koç une turque qui lisait un livre sur un banc, la blessant grièvement, la jeune femme, voilée, a été sauvée par un implant mammaire qui a ralenti la course du projectile, selon les experts. Ensuite, dans une autre rue, il a croisé Oulematou Niangadou, une jeune nourrice malienne, et Luna, enfant de bas âge sur son tricycle. Il les a criblé de balles et elles sont toutes deux décédées sur le coup. « J'ai tiré parce que c'était une étrangère. Comme la petite pleurait, j'ai tiré sur elle aussi », a-t-il déclaré.
Un policier stoppera finalement sa course en le blessant d'une balle dans le ventre
Lors de perquisitions, les enquêteurs ont notamment découvert une arme de chasse, une carabine, une épée, une catapulte et des livres sur les armes.
Au cours de son interrogatoire, Hans Van Themsche a raconté sa « passion pour les armes et les jeux vidéo », notamment ceux consacrés à la Seconde Guerre mondiale. Mais il a expliqué que « c'était un peu par hasard » qu'il avait trouvé un exemplaire de Mein Kampf dans les « souvenirs de famille » de son grand père. Il avait expliqué que ses convictions d'extrême droite s'étaient renforcées après avoir été harcelé par un jeune immigré à l'école. Dans ses aveux à la police, il a déclaré aussi qu'il voulait tuer « un maximum d'étrangers ».